# Yūta Imazu
Yūta Imazu (jap. 今津 佑太, Imazu Yuta; * 8. Juli 1995 in der Präfektur Yamanashi) ist ein japanischer Fußballspieler.

## Karriere
Yūta Imazu erlernte das Fußballspielen in der Schulmannschaft der Ryutsu Keizai University Kashiwa High School sowie in der Universitätsmannschaft der Ryūtsū-Keizai-Universität. Seinen ersten Profivertrag unterschrieb er 2018 bei Ventforet Kofu. Der Verein aus Kōfu, einer Großstadt in der Präfektur Yamanashi auf Honshū, der Hauptinsel Japans, spielte in der zweithöchsten Liga des Landes, der J2 League. Für Ventforet absolvierte er 65 Zweitligaspiele. Im Januar 2021 wechselte der Innenverteidiger zum Erstligisten Sanfrecce Hiroshima. Hier stand er bis Saisonende 2022 unter Vertrag. Zu Beginn der Saison 2023 unterschrieb er im Januar 2023 einen Vertrag beim Zweitligisten V-Varen Nagasaki. Nach einer Saison, in der er zwanzig Ligaspiele für den Verein aus Nagasaki bestritt, wechselte er im Januar 2024 zum Ligakonkurrenten Ventforet Kofu. Nach nur einem halben Jahr wechselte er im August 2024 zum Erstligisten Sagan Tosu.